# Buy American Act

Le Buy American Act (en français « Loi achetez américain ») est une loi fédérale américaine entrée en vigueur en 1933. Elle fut signée par le président Herbert Hoover le dernier jour de son mandat. Elle impose l'achat de biens produits sur le territoire américain pour les achats directs effectués par le gouvernement américain. Certaines dérogations fédérales imposent même une extension de la loi aux tiers qui effectuent des achats pour des projets utilisant des fonds fédéraux tels que les autoroutes ou les programmes de transport. La loi a ainsi pour but d'encourager les promoteurs à acheter des produits américains afin de privilégier l'industrie nationale. Il s'agit donc de mesures protectionnistes. 